# Војвода Дрекале
Војвода Дрекале је, изузев мањег броја, један од родоначелника свих братстава племена Кучи.
Говорећи о паду средњовековне српске државе под Турцима, Петар Петровић Његош је записао стихове који говоре о мрачном периоду који је изњедрио спонтану селекцију непокорних и најборбенијих група и појединаца, који су у кршу подно планина Комова и шире немилосрдно настављали своју борбу против Турака до истребљења.
Што утече испод турске сабље,
што на вјеру праву не похули,
што се не хће у ланце везати,
до се збјежа у ове планине
да гинемо и крв проливамо,
да јуначки аманет чувамо:
дивно име и свету слободу...
Изузев мањег броја, сва братства племена Кучи потичу од два родоначелника, први војвода од средњовековне српске лозе Мрњачевића (Старо Кучи) и други од војводе Дрекала (Ново Кучи).
Многим историчарима који су се бавили генеалогијама ових родова и племенских братстава, посао је био олакшан општепознатом кучком традицијом учења потомства свог родослова. Тако је, изучавајући Дрекаловиће, Сима Матавуљ записао: «Тешко да би игдје у свијету нашао кога властелина, који би напамет знао своју књигу родства, као што то свако дијете Дрекаловића зна своју.»
Упркос томе, о загонетки порекла Дрекалова бавили су се многи историчари (Марко Миљанов, Јован Ердељановић, Томо Ораовац, Јован Ровински, Стеван Дучић, итд.) износећи разне «теорије» ко би Дрекале могао бити, и побијајући наводе једни друге. Међу Кучима је најраширенија поставка кучког предања које је изнео Марко Миљанов у својој књизи «Примјери чојства и јунаштва» а то је да је Дрекале син Јована Ђурђева Кастриота, заправо унук Скендербегов . Наиме, Јован је био ожењен Јерином, ћерком српског деспота из династије Бранковића. Пред налетом Турака, Јован одлази за Италију остављајући за собом бремениту супругу. Она се у прво време склања у Кастрате, а онда бежећи испред Турака стиже у Куче, село Безјово. Ту наилази на гостопримство код војводе Никезе Марина (Мрњачевића) за којег се касније удаје и рађа сина Дрекала. Но, ово предање наилази на неслагање, јер је између Јована Кастриота и Дрекала размак од 147 година, или пет пасова. Још једна потврда да Дрекале не може бити од Кастриота је документ који потврђује да је Јован Кастриот заједно са супругом, пред очеву смрт отпутовао за Италију.
Друга, ништа мање заступљена поставка је да је Дрекале син Никезе Марина, што Стеван Дучић с разлогом наводи у својој књизи «Живот и обичаји Куча». Наиме, када је турски везир позвао Дрекала у Скадар да распозна неправедно посечене главе извесних Куча, Дрекале следећим речима препознаје главе: «Ово је глава мог брата Радичка Никезина, а ово главе мојих рођака Вучице Иванова и Гвоздена Лекочева!» У овој поставци, остаје непознаница одрођавања Никезе и Дрекала.
Трећа теза је да је Дрекале син ћерке арбанашког кнеза Мартин Ђона из Селце у Климентима, која је, будући трудна, побегла из Селца у Куче у тамо у кући Никезе Марина родила сина којег је војвода Никеза усвојио. Но, у то време Селца није била мање сигурна од Куча, напротив, географским положајем Клименти су били далеко заклоњенији и неприступачнији од Куча. Такође, у овој тези остаје спорно Дрекалово војводство, које се тада наслеђивало.
Једна од савремених теза је да су преци данашњих Дрекаловића из истог српског влашког племена, из источне Србије, истовремено населили територије данашњих Куча, Пипера и Братоножића Успостављањем турске окупационе власти и онемогућеном комуникацијом међу племенским полуномадским сточарима, долази до подвојености племена, од којих један део у низини Кома формира катун Петровића (који се приказује као новостворен у Дефтеру Скадарског санџакбега 1497 године, док га није било 1485. године) из којег ће се, по многим казивањима изњедрити лоза Дрекаловића.
Поред свих ових навода о пореклу Дрекаловом, у данашњој ери техничког и научног напретка, није наодмет додати да су се урађеном ДНК анализом на порекло, један Старокуч и један Дрекаловић поклопили на заједничког претка – Мрњачевића. 
Војвода Дрекале је био ожењен ћерком војводе Жија Пералова и с њом изродио два сина, Николу и Лала. Никола је као млад момак убијен са својим оцем Дрекалом од стране Климента, на планини Рикавцу где му се и данас налази гроб.